# Peter-Paul Verbeek
Peter-Paul Verbeek (Middelburg, 6 december 1970) is een Nederlandse techniekfilosoof. Hij is internationaal bekend vanwege zijn Theorie van Technologische bemiddeling (Technological mediation). Deze theorie bestudeert de wisselwerking tussen techniek, de samenleving, de mens en de wereld.

## Loopbaan
Geboren in Middelburg, groeide hij op in Berlicum. Hij ging er naar de lagere school (Theresiaschool, 1976-1982). Zijn middelbare school was het gymnasium in Sint-Michielsgestel (1982-1988). Hij ging vanwege een combinatie alfa- en bètastudies studeren aan de Universiteit Twente; technische natuurkunde en wijsbegeerte van wetenschap, technologie en samenleving (1988-1994) gevolgd door de promotie aan dezelfde universiteit (1994-2000). Hij zat in een universiteitsbandje en gaf cabaret.
Tussen 2000 en 2009 was hij universitair (hoofd)docent wijsgerige antroposofie, aansluitend tot 2022 universiteitshoogleraar Filosofie van Mens en Techniek aan de Universiteit Twente. Tussen 2011 en 2013 was Verbeek voorzitter van De Jonge Academie, Tussen 2012 en 2022 was hij lid van de Raad van Toezicht van de Nederlandse Organisatie voor toegepast-natuurwetenschappelijk onderzoek (TNO). In diezelfde periode was hij mededirecteur van DesignLab, lid en vicevoorzitter Rathenau Instituut en ere-professor van de Universiteit van Aalborg. Tussen 2019 en 2023 was Verbeek voorzitter van de Unesco wereldcommissie voor ethiek van wetenschap en technologie.
Sinds 1 oktober 2022 is Verbeek rector magnificus van de Universiteit van Amsterdam. Aan de Universiteit van Amsterdam geeft hij colleges in filosofie en ethiek van wetenschap en techniek. Zo kreeg hij te maken met ingenomen standpunten van studenten inzake de Russische invasie van Oekraïne sinds 2022, afschaffing fossiele energie, de Oorlog Hamas-Israël. Zelf was Verbeek een voorstander van een neutrale aanpak van de universiteit om de academische vrijheid te behouden. Tijdens zijn beginperiode speelde ook de kwestie rondom Laurens Buijs ("onvrije wokecultuur"). Andere zaken die spelen zijn de aantallen buitenlandse studenten tegenover de handhaving van het Nederlands als basistaal.

## Privé
Hij is zoon van Erna Zwartelé (hoofd van een kleuterschool) en Cas Verbeek (ex-priester en coach in het onderwijs). Beiden overleden in 2010. Hijzelf is getrouwd; het echtpaar heeft vier kinderen.  Zijn liefhebberij bestaat uit pianospelen. 
- Bibliothèque nationale de France: cb14652617n (data)
- Digitale Bibliotheek voor de Nederlandse Letteren: verb170
- Gemeinsame Normdatei: 137473885
- International Standard Name Identifier: 0000 0000 8389 0176
- Library of Congress Control Number: n2004108472
- Nationale Bibliotheek van Tsjechië: jo2013749343
- Nationale Bibliotheek van Israël: 987007451094905171
- Nederlandse Thesaurus van Auteursnamen: 153215232
- ORCID: 0000-0001-9861-4091
- Système universitaire de documentation: 088777154
- Virtual International Authority File: 64267241
- WorldCat: E39PBJcWqtVwWT8Bc6JFwKJxDq